# Birtokviszony (film, 2001)
A Birtokviszony (eredeti címe: The Safety of Objects) 2001-es amerikai filmdráma, amelyet Rose Troche rendezett. A film A. M. Homes ugyanilyen című novellagyűjteményén alapul.

## Szereplők
| Szerep                      | Színész           | Magyar hang (2003) |
| --------------------------- | ----------------- | ------------------ |
| Esther Gold                 | Glenn Close       | Kútvölgyi Erzsébet |
| Howard Gold                 | Robert Klein      | Szokolay Ottó      |
| Paul Gold                   | Joshua Jackson    | Seszták Szabolcs   |
| Julie Gold                  | Jessica Campbell  | Csondor Kata       |
| Jim Train                   | Dermot Mulroney   | Viczián Ottó       |
| Susan Train                 | Moira Kelly       | Haumann Petra      |
| Jake Train                  | Alex House        | Baráth István      |
| Emily Train                 | Carly Chalom      | Berkes Boglárka    |
| Helen Christianson          | Mary Kay Place    | Andresz Kati       |
| Wayne Christianson          | C. David Johnson  | Rosta Sándor       |
| Sally Christianson          | Charlotte Arnold  | Gulás Fanni        |
| Bobby Christianson          | Aaron Ashmore     | Hajdu István       |
| Annette Jennings            | Patricia Clarkson | Spilák Klára       |
| Sam Jennings                | Kristen Stewart   | Czető Zsanett      |
| Rayanne Jennings            | Haylee Wanstall   | Kántor Kitty       |
| Randy                       | Timothy Olyphant  | Holl Nándor        |
| Bruce Jennings              | Andrew Airlie     | Sztarenki Pál      |
| Karen                       | Stephanie Mills   | Létay Dóra         |
| Tina                        | Angela Vint       | Botos Éva          |
| Tani                        | Guinevere Turner  | Szabó Zselyke      |
| Bill McArthur               | Dwayne Hill       | Wohlmuth István    |
| Catherine                   | Kathryn Winslow   | Keönch Anna        |
| Frankie, a verseny győztese | Michael McMurtry  |                    |
| Sue, versenyző              | Katie Griffin     |                    |
| Z-100 alkalmazott           | Kristi Angus      |                    |
| Z-100 bíró                  | Aaron Poole       |                    |
| Versenyző                   | Alex Poch-Goldin  |                    |
| Versenyző                   | Elisa Moolecherry |                    |
| Hank                        | Craig Eldridge    | Katona Zoltán      |
| Marilyn                     | Andrea Pinnock    |                    |
| Mr. Peabody                 | Derek McGrath     | Kardos Gábor       |
| Jill                        | Victoria Snow     | Hirling Judit      |

## Fogadtatás
A Rotten Tomatoes honlapján 50%-ot ért el 74 kritika alapján, és 5.93 pontot szerzett a tízből. A 
Metacritic oldalán 58 pontot szerzett a százból, 29 kritika alapján. A Variety magazin kritikusa, Eddie Cockrell "mesteri" filmnek nevezte, a "cinizmus és az irónia frissítő hiányával". Roger Ebert két és fél csillagot adott a filmre a négyből. Mick LaSalle, a San Francisco Chronicle kritikusa szerint a Birtokviszony "egy szép próbálkozás, amely nem áll össze".